# Saru Maru
Saru Maru est le site archéologique d'un ancien complexe monastique et de grottes bouddhiques. Le site est situé près du village de Pangoraria, Tehsil de Budhani, District de Sehore, Madhya Pradesh, Inde,. Le site se trouve à environ 120 km au sud de Sanchi.
Le site contient un certain nombre de stupas ainsi que des grottes naturelles pour les moines. Dans les grottes de nombreux graffitis bouddhiques ont été retrouvés (swastika, triratna, kalasa...). Dans la grotte principale ont été retrouvées deux inscriptions d'Ashoka : une version de l'édit rupestre mineur no 1, un des Édits d'Ashoka, et une autre inscription mentionnant la visite de Piyadasi (nom utilisé par Ashoka dans ses inscriptions) en tant que Maharahakumara (prince),:

« Le roi du nom de Piyadasi, est venu en cet endroit pour une visite de villégiature, alors qu'il était encore prince régnant, vivant avec sa promise. »

— Inscription commémoratrice de la visite d'Ashoka, Saru Maru

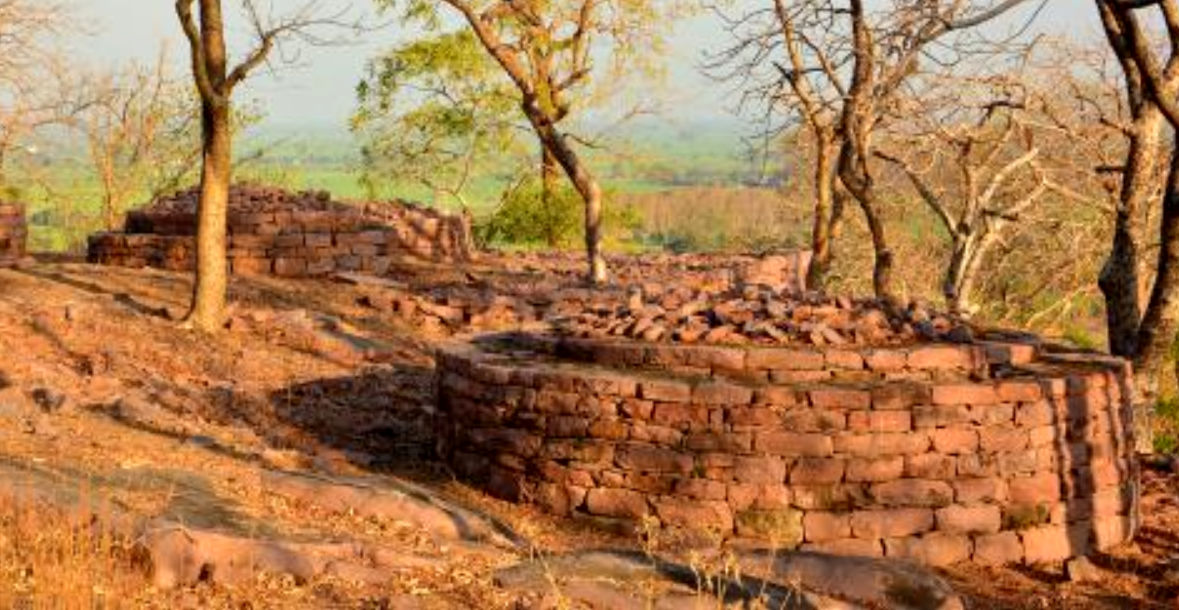
Petits stupas sur la colline de Saru Maru.

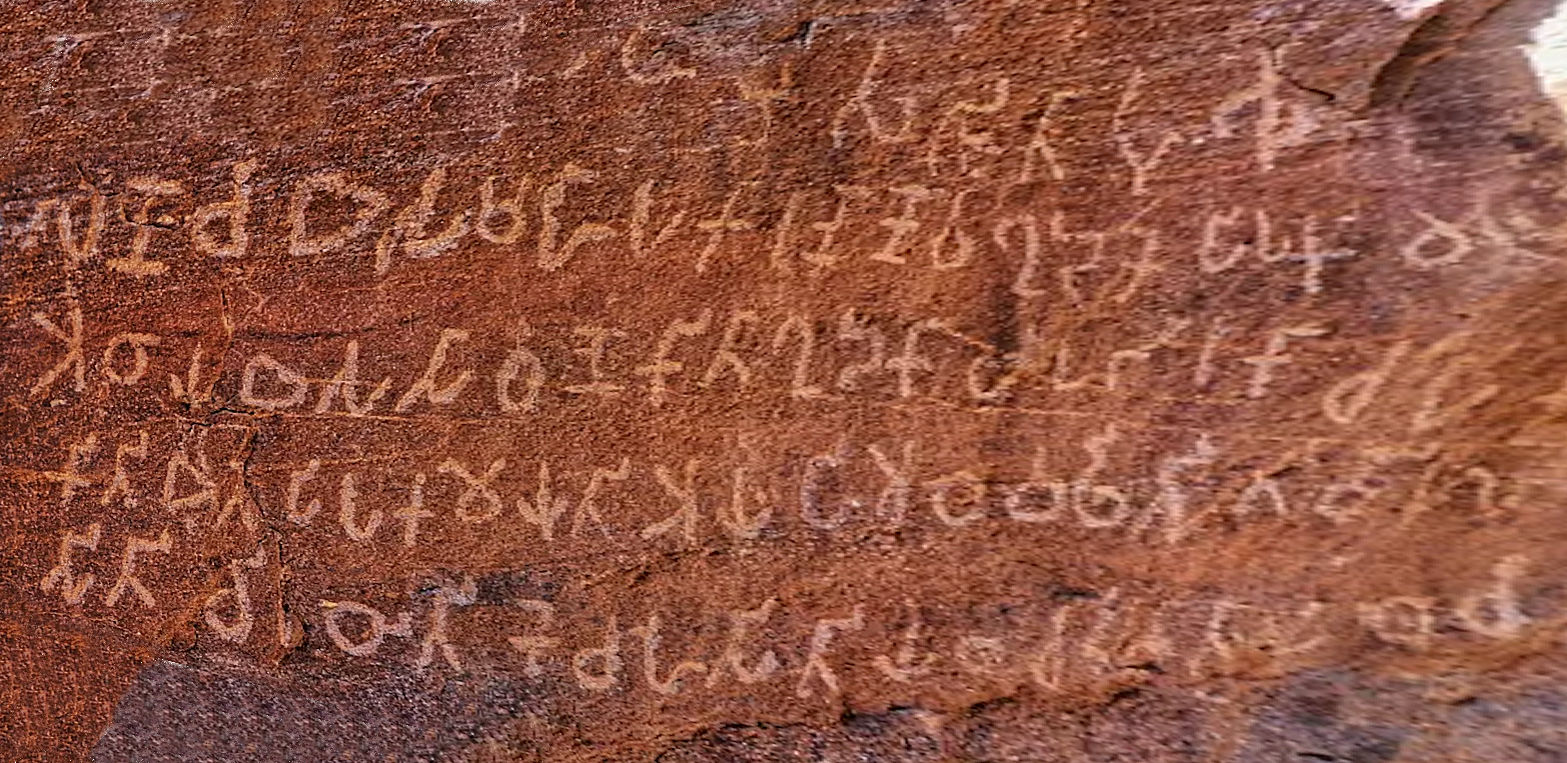
Une inscription d'Ashoka dans l'une des grottes de Saru Maru.

D'après l'inscription, il semblerait donc qu'Ashoka ait visité ce complexe monastique bouddhique alors qu'il était encore un prince, et vice-roi de la région du Madhya Pradesh, alors que sa résidence devait se trouver à Vidisha. Dans la tradition bouddhique, la femme d'Ashoka s'appelait Vidishadevi, qui était originaire de Sanchi, et qu'il a épousé à Vidisha.